# Unreal Tournament
Unreal Tournament är ett datorspel i FPS-genren som släpptes till Microsoft Windows år 1999.  Det var Epic Games uppföljare till Unreal och fokuserade i huvudsak på flerspelaraspekten. Spelet var i direkt konkurrens med Quake III Arena som släpptes knappt två veckor innan Unreal Tournament. Quake III Arena ansågs vara grafiskt bättre, men Unreal Tournament hade bättre datorstyrda motspelare och dessutom stöd för så kallad alternativ eld, varigenom varje vapen hade två olika effekter beroende på vilken eldknapp som användes, vilket utökade dess strategiska element och skapade en mer dynamisk flerspelarmiljö. Unreal Tournaments framgång med flerspelaraspekten belönades genom diverse "årets spel"-titlar. Liksom till ursprungsversionen Unreal var det relativt enkelt att skapa specialanpassade modifieringar till Unreal Tournament, och denna förmåga var en stor faktor i dess framgång och långa liv.
Unreal Tournament släpptes även till Sony Playstation 2 år 2000 och till Sega Dreamcast 2001.  Båda versionerna hade stöd för fyra spelare på delad skärm.  Dreamcastversionen hade även stöd för åtta spelare online, vilket versionen för Playstation inte hade.
Trots att spelet mest var menat för flerspelaranvändning, så hade det även en enkelspelarvariant. Som i de flesta FPS-spelen hade enkelspelarvarianten inte mycket till handling, men bottarnas AI var för tiden mycket avancerad och anses fortfarande idag hålla mycket hög klass. Målet i enkelspelarvarianten gick ut på att besegra Xan Kriegor, Tournaments "mästare".
Spelet har flera svårighetsgrader, från Novice till Godlike, vilket bestämmer bottarnas intelligensnivå (i både enkel- och flerspelarvarianterna). I flerspelarvarianten kan varje individuell bot anpassas till namn, utseende, träffsäkerhet, vapenpreferens, uppmärksamhet etcetera. Det är möjligt att spela flerspelarvarianten med en blandning av bottar och människor, men de flesta servrarna online väljer att inte använda bottar.